# АННА (група)
Вижте пояснителната страница за други значения на Анна.
„АННА“ е украинска рок група.
Свирят в стил алтърнатив и пънк рок. Песните на групата често наподобяват и ръмжене.
Групата е издала 5 албума и има 5 видеоклипа.

## Албуми
- Карматреш (2008)
- Срібна змія (2010)

## Сингли
- Карматреш (сингл) (2008)
- Ствердження (Сингл) (2011)
- Гімн замурованих (сингл) (2012)

## Видеоклипове
| Год. | Име         |
| ---- | ----------- |
| 2008 | Гламур      |
| 2009 | Карматреш   |
| 2010 | Гра з Богом |
| 2010 | Чорний знак |
| 2012 | Картини     |

## Участия на фестивали
- Курок
- Перлини Сезону
- Нівроку (фестиваль)
- Рок-Вибух
- Літо у Скольмо
- Руйнація
- Тарас Бульба
- Metal Heads Mission
- Big Alternative Gig
- Fort.Missia
- METAL TIME FEST